# Lisa Edelstein
Lisa Edelstein, född 21 maj 1966 i Boston, Massachusetts, är en amerikansk skådespelare. Edelstein är troligen främst känd för rollen som Dr. Lisa Cuddy i TV-serien House. Hon har även spelat Lauren i Felicity och Laurie "Brittany" Rollins i Vita huset.

## Filmografi i urval
- 1992 – Lagens änglar (TV-serie)
- 1992 – Galen i dig (TV-serie)
- 1993 – Seinfeld (TV-serie) – Karen
- 1998 – Frasier (TV-serie)
- 1999–2000 – Vita huset (TV-serie)
- 2000 – Tro, hopp, kärlek
- 2000–2001 – Ally McBeal (TV-serie)
- 2001–2002 – Felicity (TV-serie)
- 2004–2011 – House (TV-serie)